# Rangdu, Chongqing
Rangdu (kinesiska: 瀼渡) är en köping i sydvästra Kina. Den ligger i stadsdistriktet Wanzhou i storstadsområdet Chongqing, omkring 200 kilometer nordost om det centrala stadsdistriktet Yuzhong. Antalet invånare är 11 613. Befolkningen består av 5 687 kvinnor och 5 926 män. Barn under 15 år utgör 11,0 %, vuxna 15-64 år 76 %, och äldre över 65 år 12,0 %.